# Storm Jameson
Margaret Storm (Ethel) Jameson (Whitby, Yorkshire, Engleska, 8. siječnja 1891. - Cambridge, 30. rujna 1986.) bila je britanska spisateljica i književna kritičarka i aktivistica.

## Životopis
Margaret Ethel Jameson rođena je 1891. u Whitbyju u Yorkshireu, kao prvo dijete u obitelji brodograditelja i kapetana Williama Storma Jamesona i Hannah Margaret rođ. Galilee. Nakon nje rođen je njen brat Harold i sestre Winifred i Dorothy.
Već u mladosti upoznala se s idejama H. G. Wellsa i Anatola Francea.
Od 1910. do 1912. na sveučilištu u Leedsu studirala je englesku književnost. Godine 1912. dolazi u London gdje na King's College studira europsku dramu. Diplomirala je 1914. godine radnjom  Modern Drama in Europe. Nakon studija radila je kao učiteljica i bila aktivna u borbi za ženska prava, te bliska idejama socijalizma. Godine 1913. udaje se za Charlesa Douglasa Clarka, kojeg je upoznala za vrijeme studija u Leedsu. U tom braku rodila je sina.
Za trajanja Prvog svjetskog rata, osobito nakon pogibije njenog brata, vojnog pilota, te u razdoblju između dva rata, Jamesonova se snažno angažira kao mirovna aktivistica. Godine 1919. objavljuje prvu knjigu, The Pot Boils. Godine 1925. rastaje se, a 1926. udaje za Guya Chapmana. Obnaša dužnost predsjednice britanskog PEN kluba (1938. – 1944.) i za vrijeme Drugog svjetskog rata pomaže progonjenim književnicima u Europi.
Tijekom cijelog života plodna je spisateljica. Njena prva tri romana bave se obiteljskom poviješću povezanom uz tradicionalnu brodogradnju u njenom rodnom kraju. U većini svojih djela bavi se etičkim i moralnim pitanjima. Godine 1969. izdaje dvosveščanu autobiografiju Journey from the North. Umire 1986. godine u Cambridgeu.

## Djela
Napisala je pedesetak knjiga, brojne pamflete, eseje i književne kritike. Osobito je utjecajna bila u prvoj polovici dvadesetog stoljeća.  
Značajnija djela su: 
- The Pot Boils (1919.)
- The Lovely Ship (1927.)
- The Voyage Home (1930.)
- Richer Dust (1931.)
- The Triumph Of Time (1932.)
- Women Against Men (1933.)
- Company Parade (1934.)
- Love in Winter (1935.)
- None Turn Back (1936.)
- Cousin Honoré (1940.)
- The White Crow (1968.)
- Journey from the North' (1969. – 70.), autobiografija[14]

## Vanjske poveznice
Mrežna mjesta
- Marjorie M. Bitker, No Ivory Tower for Storm Jameson  Arhivirana inačica izvorne stranice od 24. siječnja 2013. (Wayback Machine), The Milwaukee Journal, news.google.com
- Margaret Storm Jameson: Writing in Dialogue[neaktivna poveznica], www.cambridgescholars.com (engl.)
- Storm Jameson and Other Stories..., stranice posvećene Margaret Storm Jameson (engl.)
- Storm Jameson  Arhivirana inačica izvorne stranice od 18. rujna 2015. (Wayback Machine), životopis i informacije o knjigama, www.bloomsbury.com (engl.)